# Kombinat ILKA Luft- und Kältetechnik
Der VEB Kombinat ILKA Luft- und Kältetechnik Dresden wurde 1970 gegründet und war ein Kombinat in der Deutschen Demokratischen Republik.
Das Kombinat unterstand dem Ministerium für Schwermaschinen- und Anlagenbau. Weitere zentralgeleitete Kombinate des Maschinenbaus können in der Liste von Kombinaten der DDR eingesehen werden.
Die Betriebe des Kombinats produzierten luft- und kältetechnische Maschinen und Anlagen wie beispielsweise Kühlanlagen für die Lebensmittelindustrie und die chemische Industrie, für Eissportanlagen und Gesellschaftsbauten sowie Lüftungstechnik wie Ventilatoren, Lüftungskanäle und industrielle Klimaanlagen. Einen weiteren Produktionsbereich bildete die Herstellung von Entstaubungstechnik.
Innerhalb des RGW war das Kombinat zudem auf die Herstellung von Klimakammern zur Umweltsimulation spezialisiert. Diese wurden in den Betrieben VEB Maschinenfabrik Nema Netzschkau und VEB Feutron Greiz produziert und hauptsächlich in die Sowjetunion exportiert.
Im Zuge der Wende und der anschließenden Wiedervereinigung wurde das Kombinat 1990 aufgelöst und seine Betriebe wurden privatisiert.

## Geschichte
Das Kombinat entstand 1970 aus der Umwandlung der VVB Luft- und Kältetechnik. Diese wurde bereits 1963 gegründet. Zum Zeitpunkt der Kombinatsbildung schieden die Betriebe VEB dkk Scharfenstein (Foron) und VEB Kühlmöbelwerk Erfurt aus dem Verbund aus und wechselten zum Kombinat Haushaltgeräte. Der VEB Kühlautomat Berlin gehörte der VVB bereits zu deren Gründung 1963 an, wurde aber ab 1967 der VVB Schiffbau zugeschlagen.
Als Ergebnis von Spezialisierungsabstimmungen im RGW-Raum kam es Ende der 1960er Jahre zu Restrukturierungen in deren Folge verschiedene Betriebe ihren Produktfokus änderten, zur VVB Luft- und Kältetechnik hinzustießen und ab 1970 auch durch das neugebildete Kombinat übernommen wurden. Dies gilt für den VEB Luft- und Kältetechnik Gotha (bis 1967 VEB Waggonbau Gotha), den VEB Klimatechnik Karl Marx Babelsberg (bis 1969 VEB Lokomotivbau Karl Marx Babelsberg) und den VEB Entstaubungstechnik „Edgar André“ Magdeburg (bis 1970 VEB Schiffswerft „Edgar André“ Magdeburg). Aufgrund weiterer Änderungen der Produktschwerpunkte wurden diese Betriebe bis in die 1980er Jahre allerdings abermals anderen Kombinaten zugeordnet.
Das Warenzeichen des Kombinats – ILKA – wurde in den 1970er Jahren entwickelt. Der Name ILKA entstand in Anlehnung an das Institut für Luft- und Kältetechnik (ILK)
in Dresden.
Ab 1990 begann ein Privatisierungsprozess, der zu einer Umwandlung des Kombinats und der zugehörigen Betriebe in marktwirtschaftliche Wirtschaftseinheiten führen sollte. Die Betriebe wurden zu Gesellschaften mit beschränkter Haftung umfirmiert und der Treuhandanstalt als deren Gesellschafter unterstellt. Das Kombinat selbst firmierte zur ILKA AG um und diente als Konzernobergesellschaft. Der ILKA-Verband sollte auf Basis des freiwilligen Verbleibs der Betriebe im Konzern erhalten werden. Da eine Privatisierung des Gesamtkonzerns bis 1992 jedoch fehlschlug, wurden die Betriebe letztlich einzeln privatisiert. Die ILKA AG wurde im Dezember 1992 aufgelöst.

## Zugehörige Betriebe
Zum Kombinat gehörten 1990 die folgenden Betriebe:
- VEB Institut für Luft- und Kältetechnik Dresden; (Stammbetrieb)
- VEB Apparatebau Mylau
- VEB Entstaubungstechnik Krauschwitz
- VEB Feutron Greiz
- VEB Industriekühlung Zwickau
- VEB Kältetechnik Niedersachswerfen
- VEB Kühlanlagenbau Dresden
- VEB Luftfiltertechnik Wurzen
- VEB Luft- und Wärmetechnik Görlitz
- VEB Lufttechnische Anlagen Berlin
- VEB Lufttechnische Anlagen Dresden; (war Stammbetrieb 1970 - 1980)
- VEB Maschinen- und Apparatebau Schkeuditz
- VEB Maschinenfabrik Halle
- VEB Maschinenfabrik Nema Netzschkau
- VEB Rationalisierung Luft- und Kältetechnik Meißen
- VEB Turbowerke Meißen
- VEB Umwelttechnik/Luftreinhaltung Leipzig